# Marijke Ruiter
Marijke Ruiter (Amsterdam, 1954) is een Nederlands voormalig paralympisch zwemster en basketbalster.
Ze nam als zwemster namens Nederland deel aan de Paralympische Zomerspelen van 1972 in Heidelberg en 1976 in Toronto, waar ze in totaal 10 gouden medailles won. In 1988 nam ze opnieuw deel aan de spelen, nu in het Nederlandse damesteam voor rolstoelbasketbal. Met dit team won ze een bronzen medaille.

## Medailles
Paralympische spelen 1972
- 3x 50 meter wisselslag 5
- 100 meter rugslag 5
- 100 meter schoolslag 5

Paralympische spelen 1976
- 3x 50 meter wisselslag 5
- 3 x 100 m wisselslag open
- 4 x 100 m wisselslag open
- 100 meter rugslag 5
- 100 meter schoolslag  5
- 50 meter vlinderslag  5
- 100 meter vrije slag 5

Paralympische Zomerspelen 1988
- rolstoelbasketbal

Yvonne Broersma-Schaefer · 
Jorien Buurman · 
Jolanda Kok · 
Christina Makkes-Klok · 
Jozima Mosely · 
Marijke Ruiter · 
Maaike Smit · 
Ingeborg Tiggelman · 
Theodora de Haan · 
Francisca de Rijk · 
Neeltje van Es · 
Guda van der Laan